# Erie (motorfiets)
Erie is een Amerikaanshistorisch merk van motorfietsen.
De bedrijfsnaam was Erie Motorcycle Equipment & Supply Co., Hammondsport, Erie County, New York.
Dit was een fabriek die van 1905 tot 1911 3-, 5- en 7pk-inbouwmotoren van Minerva, Curtiss en Spacke in eigen frames monteerde.